# Argelio García Rodríguez
Argelio García Rodríguez (Sancti Spíritus, 16 de junio de 1925 - Santa Clara, 27 de junio de 1992), conocido como Chaflan, fue un humorista cubano. Alcanzó grandes logros artísticos, tanto Nacional como Internacional. Fue un fiel representante de las raíces populares cubanas, pues su humor estuvo impregnado de una picaresca muy criolla, llena de chispa, agilidad mental y doble sentido. Hombre que por su carisma dejó su huella al pasar por la tierra y que vive por siempre en la memoria del pueblo que le conoció, así lo demuestra su condición de artista consagrado, combatiente de la clandestinidad e internacionalista y que sólo tuvo un propósito en su vida: Entregarlo todo para su pueblo. 

## Biografía

### Infancia y Juventud
Nació en El Almendrón, perteneciente al poblado de El Jíbaro, es el hijo de esta tierra, que haya alcanzado mayores lauro artísticos, tanto nacional como internacional. 
La primera persona tomada por una cámara de Televisión en Sancti Spíritus fue el brillante humorista sierpense Argelio García Rodríguez, (Chaflán), quién promovía en el año 1950, el nuevo medio de comunicación, en un circuito cerrado montado en la sociedad exclusivista El Progreso –hoy biblioteca Rubén Martínez Villena -ante la presencia atónita de centenares de curiosos espirituanos, quienes desconocían que pasarían -aunque anónimamente- a la historia, al ser los primeros televidentes de la ciudad del Yayabo. 

### Otra etapa de su vida
En el año 1954, la CMHP, pasó a ser propiedad de Horacio Santana Padrón y Ramón Pomes Paltre, conocida como Radio Nacional de Placetas. Ya en el año 1955, fue comprada por Horacio Santana Padrón. En esta última etapa laboran como locutores: Carlos Pina Méndez, Oscar Duardo Alfonso, Argelio García Rodríguez, Ramón Fraga y Erasmo Nuñez Lorenzo. Como periodistas se destacan Héctor Salina Madrigal (redactor) y Cheo Roadi Buere, como director del noticiero. Fueron operadores de audio: Antonio Depedro, Jesús Milían, Juan Fortín, Marcos Antonio Cabrera, Pablo González, Pedro J. Domínguez Iturria y Enrique Milín Dabalza. 
La historia que aquí se cuenta es inédita y ha permanecido sin divulgarse desde aquellos días finales de diciembre de 1958, cuando la Villa de los Laureles, estaba aún bajo las balas, y la voz de la emisora local CMHB Radio Nacional de Placetas se alzaba insurrecta y rebelde en favor de la Revolución. Partes radiales originales que nos regresan a las cruciales y decisivas horas en que se decidía la victoria contra la dictadura, fueron guardados celosamente por Leonardo Casanova Chirino — luchador clandestino y participante en la toma de la ciudad. El combatiente atesora órdenes militares de Ernesto Che Guevara, llamamientos a la movilización del pueblo, a la rendición de soldados de la tiranía, partes de guerra, comunicados; en fin, una amplia gama de asuntos que nos dan un fiel retrato de lo acontecido allí hace medio siglo. 
Un valioso grupo de documentos manuscritos o mecanografiados que forman parte de la historia de la Campaña de Las Villas, y enaltecen a aquellos anónimos trabajadores radiales placeteños, entre los cuales se encontraba el desaparecido Argelio García, Chaflán.

## Muerte
Este reconocido artista muere, el 27 de junio de 1992, en la ciudad de Santa Clara.